# Crooks (série télévisée)
Pour les articles homonymes, voir Crooks.
Crooks est une série télévisée allemande créée par Marvin Kren et diffusée depuis le 4 avril 2024 sur Netflix.
La série met en vedette Frederick Lau dans le rôle principal. Située dans les bas-fonds de Berlin, Crooks suit les vies entrecroisées de criminels de petite envergure, de policiers corrompus et d'individus ordinaires pris dans la spirale de la criminalité.

## Synopsis
Lorsqu'une pièce de monnaie d'une valeur inestimable devient l'objet de convoitise de plusieurs gangs, un ancien perceur de coffres-forts se voit contraint de reprendre du service. Aux côtés d'un petit malfrat, il se lance dans une ultime mission périlleuse pour mettre la main sur ce trésor, alors que la rivalité entre les bandes criminelles atteint son paroxysme.

## Distribution
- Frederick Lau (VF : Raphaël Cohen) : Charly Markovic
- Christoph F. Krutzler (VF : Olivier Cordina) : Joseph Muckstein
- Svenja Jung (VF : Garance Thénault) : Samira Markovic
- Jonathan Tittel : Jonas Markovic
- Erdal Yildiz : Hassan Al-Walid
- Nima Yaghobi (VF : Gilduin Tissier) : Tarek Al-Walid
- Lukas Watzl (VF : Antoine Schoumsky) : Rio Bachofner
- Karl Welunschek : Franz Bachofner
- Branko Samarovski : Karl Bachofner
- Kida Khodr Ramadan (VF : Franck Sportis) : Rami
- Samir Decazza : Sharif
- Virginie Peignien (VF : elle-même) : Griselda Delacroix

## Production
Crooks est créée par Marvin Kren, connu pour ses précédents travaux dans le genre dramatique et policier. La série est produite par Quirin Berg et Max Wiedemann, avec un tournage principalement effectué dans divers quartiers de Berlin, capturant l'atmosphère brutale et réaliste de la ville. Netflix a commandé la série en 2023, et elle est rapidement devenue l'une des productions allemandes les plus attendues.

## Réception
Depuis sa sortie, Crooks a reçu des critiques globalement positives, saluant la performance de Frederick Lau et la réalisation de Marvin Kren. Les critiques ont particulièrement apprécié la façon dont la série parvient à capturer la tension et le désespoir des bas-fonds berlinois.

## Épisodes
La première saison de Crooks comprend 8 épisodes, chacun d'une durée comprise entre 45 et 60 minutes.
Elle est diffusée sur Netflix depuis le 4 avril 2024.